# جاده وستون
جاده وستون (انگلیسی: Weston Road) یک خیابان شمالی-جنوبی در انتهای غربی تورنتو و منطقه غربی شهرستان یورک (کانادا) در انتاریو، کانادا است.